# Damarchus
Damarchus là một chi nhện trong họ Nemesiidae.
Damarchus được miêu tả năm 1891 bởi Thorell.

## Các loài
Damarchus có các loài sau:
- Damarchus assamensis Hirst, 1909
- Damarchus bifidus Gravely, 1935
- Damarchus cavernicola Abraham, 1924
- Damarchus excavatus Gravely, 1921
- Damarchus montanus (Thorell, 1890)
- Damarchus oatesi Thorell, 1895
- Damarchus workmani Thorell, 1891